# Бутов, Владислав Иванович
Владислав Иванович Бутов (род. 24 марта 1963) — российский тренер по плаванию, Заслуженный тренер России. Один из самых опытных специалистов спортивной школы олимпийского резерва № 6 (г. Омск), подготовивший спортсменов, добившихся высоких результатов на международной арене.

## Биография
Владислав Иванович Бутов работал тренером в спортивной школе олимпийского резерва № 6 города Омска. За годы работы подготовил многих известных пловцов, которые становились победителями и призёрами различных соревнований.
Одним из главных достижений тренерской карьеры Бутова стала подготовка экс-рекордсмена мира Андрея Корнеева, который в 1996 году завоевал бронзовую медаль на Олимпийских играх в Атланте в плавании на 200 метров брассом. За этот результат, а также за победу на юношеском первенстве Европы Корнееву были присвоены звания мастера спорта международного класса и заслуженного мастера спорта России. Владислав Бутов тренировал Андрея в тандеме с Надеждой Александровной Ащепковой.
Под руководством Владислава Ивановича спортсмены спортивной школы добивались успехов на зональных чемпионатах России, первенствах и чемпионатах России, становились призёрами первенств Европы, Олимпийских и Паралимпийских игр.